# Recopa de Europa de baloncesto 1984-85
La Recopa de Europa de Baloncesto 1984-85 fue la decimonovena edición de esta competición organizada por la FIBA que reunía a los campeones de las ediciones de copa de los países europeos. Tomaron parte 20 equipos, cuatro menos que en la edición precedente, proclamándose campeón el equipo español del F. C. Barcelona, que lograba así su primer título en la competición. La final, en la que derrotó al Žalgiris Kaunas, se jugó en el Palais des Sports de Grenoble.

## Participantes
| España          | 2 | F. C. Barcelona CAI Zaragoza |
| Austria         | 1 | Landys&Gyr Wien              |
| Bélgica         | 1 | Maccabi Brussels             |
| Bulgaria        | 1 | Spartak Pleven               |
| Chipre          | 1 | APOEL                        |
| Checoslovaquia  | 1 | Nová huť Ostrava             |
| Finlandia       | 1 | KTP                          |
| Francia         | 1 | ASVEL                        |
| Grecia          | 1 | PAOK                         |
| Hungría         | 1 | Csepel                       |
| Israel          | 1 | Hapoel Tel Aviv              |
| Italia          | 1 | Intesit Caserta              |
| Luxemburgo      | 1 | Etzella                      |
| Países Bajos    | 1 | Hatrans Haaksbergen          |
| Escocia         | 1 | Falkirk                      |
| Unión Soviética | 1 | Žalgiris                     |
| Suecia          | 1 | Alvik                        |
| Turquía         | 1 | Karşıyaka                    |
| Yugoslavia      | 1 | Bosna                        |

## Primera ronda
| Equipo 1         | Agr.    | Equipo 2              | Ida    | Vuelta |
| ---------------- | ------- | --------------------- | ------ | ------ |
| APOEL            | 114–243 | Landys&Gyr Wien       | 58–104 | 56–139 |
| Csepel           | 154–215 | PAOK                  | 73–99  | 81–116 |
| Karşıyaka        | 147–167 | Spartak Pleven        | 72–58  | 75–109 |
| Falkirk          | 159–170 | Permalens Haaksbergen | 71–82  | 88–88  |
| Maccabi Brussels | 148–167 | ASVEL                 | 75–82  | 73–85  |
| Alvik            | 176–170 | KTP                   | 97–86  | 79–84  |

## Segunda ronda
| Equipo 1              | Agr.    | Equipo 2         | Ida    | Vuelta |
| --------------------- | ------- | ---------------- | ------ | ------ |
| Landys&Gyr Wien       | 187–186 | Nová huť Ostrava | 94–68  | 93–118 |
| PAOK                  | 170–168 | Bosna            | 88–84  | 82–84  |
| Spartak Pleven        | 168–239 | Žalgiris         | 89–108 | 79–131 |
| Permalens Haaksbergen | 178–211 | Hapoel Tel Aviv  | 94–99  | 84–112 |
| ASVEL                 | 165–154 | Alvik            | 91–77  | 74–77  |
| Etzella               | 108–243 | F. C. Barcelona  | 55–138 | 53–105 |

Clasificados automáticamente para la fase de cuartos de final
- Intesit Caserta
- CAI Zaragoza

## Cuartos de final
Los cuartos de final se jugaron con un sistema de todos contra todos, divididos en dos grupos.
|  | Clasificados para semifinales |

|    | Equipo          | PJ | Pts | G | P | PF  | PC  | Dif. |
| -- | --------------- | -- | --- | - | - | --- | --- | ---- |
| 1. | Žalgiris        | 6  | 12  | 6 | 0 | 619 | 537 | +82  |
| 2. | CAI Zaragoza    | 6  | 10  | 4 | 2 | 523 | 539 | -16  |
| 3. | Landys&Gyr Wien | 6  | 8   | 2 | 4 | 589 | 631 | +42  |
| 4. | PAOK            | 6  | 6   | 0 | 6 | 507 | 531 | -24  |

|    | Equipo          | PJ | Pts | G | P | PF  | PC  | Dif. |
| -- | --------------- | -- | --- | - | - | --- | --- | ---- |
| 1. | F. C. Barcelona | 6  | 11  | 5 | 1 | 543 | 506 | +37  |
| 2. | ASVEL           | 6  | 10  | 4 | 2 | 525 | 502 | +23  |
| 3. | Intesit Caserta | 6  | 8   | 2 | 4 | 529 | 541 | -12  |
| 4. | Hapoel Tel Aviv | 6  | 7   | 1 | 5 | 507 | 555 | -48  |

## Semifinales
| Equipo 1     | Agr.    | Equipo 2        | Ida   | Vuelta |
| ------------ | ------- | --------------- | ----- | ------ |
| Žalgiris     | 172–171 | ASVEL           | 84-78 | 88–93  |
| CAI Zaragoza | 163–165 | F. C. Barcelona | 84–79 | 79-86  |

## Final
19 de marzo, Palais des Sports, Grenoble
| Equipo 1        | Resultado | Equipo 2 |
| --------------- | --------- | -------- |
| F. C. Barcelona | 77–73     | Žalgiris |

| 19 de marzo de 1985 | FC Barcelona                                                      | 77–73                | Žalgiris                                                                  | |  |
|                     | Parciales: 51-35, 26-38                                           |                      |                                                                           | |  |
|                     | Estadísticas Chicho Sibilio, 29 Otis Howard, 9 Nacho Solozábal, 3 | Reporte Pts Reb Asts | Estadísticas Rimas Kurtinaitis, 36 Arvidas Sabonis, 16 Algirdas Brazys, 3 | Pabellón: Palais des Sports, Grenoble Asistencia: 7.000 espectadores Árbitros: LuBomir Kotleba (CHE), Armando Pinto (ITA) |  |

| Campeón de la Recopa de Europa 1984–85 |
| -------------------------------------- |
| FC Barcelona 1.er título               |